# 卡斯尔哈文伯爵夫人安妮·斯坦利
卡斯尔哈文伯爵夫人安妮·斯坦利（1580年5月—1647年10月8日），生于哈尔菲尔德，英格兰女贵族，德比伯爵长女，因两次婚姻分别成为昌多斯男爵夫人和卡斯尔哈文伯爵夫人。根据亨利八世的遗嘱和第三次王位继承法，伊丽莎白一世去世前，她是王位的推定继承人。
1630年，她的第二任丈夫卡斯尔哈文伯爵被捕，被控协同仆人强奸她，还被控性悖軌罪，最终被判有罪及死刑。
安妮·斯坦利对丈夫的指控是极其重要的，开了妻子作证针对丈夫的先河。这次诉讼后，安妮十分离群索居，声誉被这次丑闻严重损害。
从21世纪初起出现了新的对卡斯尔哈文事件和安妮·斯坦利的关注，尤其是从酷儿研究和性学研究的角度。

## 可能的王位继承人
安妮·斯坦利是第五代德比伯爵费迪南多·斯坦利和爱丽丝·斯彭塞的女儿。
德比伯爵是英格兰最有影响力和显赫的贵族之一。她的祖父母是第四代德比伯爵亨利·斯坦利和玛格丽特·克利福德女领主。玛格丽特是第二代坎伯兰伯爵亨利·克利福德和埃莉诺·布兰登女领主的女儿。埃莉诺则是第一代萨福克公爵查尔斯·布兰登和英格兰公主、法国王后玛丽·都铎的小女儿。
根据亨利八世的遗嘱，因其姐玛格丽特·都铎后裔为外国人，王位继承权被排除，王位在三个子女之后传给妹妹玛丽·都铎的后裔。1580年，伊丽莎白一世女王显然不会有孩子后，德比伯爵被公众视为可能的未来国王。他在1594年死后，公众意见转为希望由苏格兰国王詹姆斯六世继位，詹姆斯于1603年继承伊丽莎白一世的王位。一些人认为这次继位违背亨利八世的遗嘱，非法。安妮·斯坦利从未主张王位。

## 童年、家庭和初婚

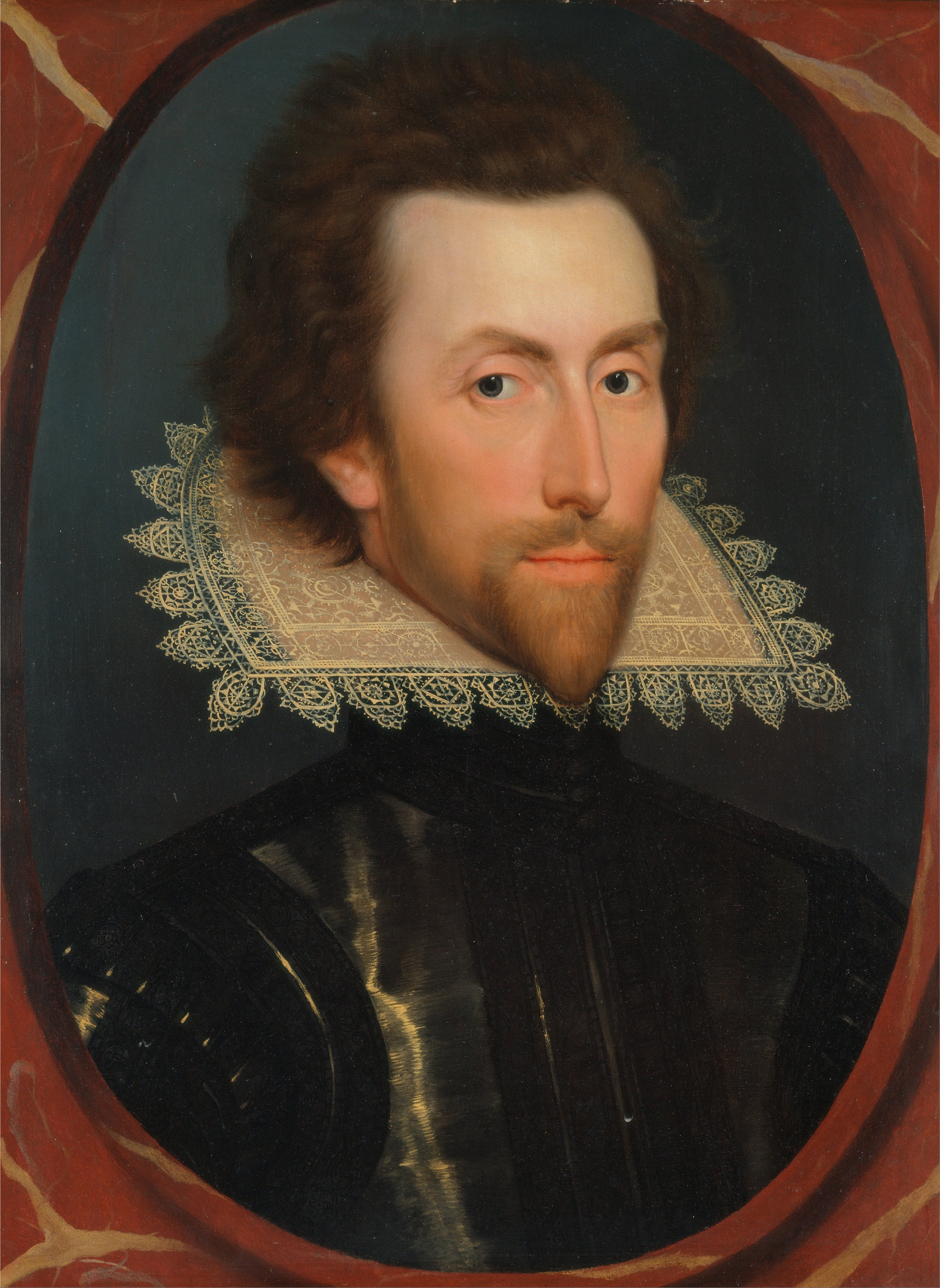
昌多斯男爵格雷·布里奇斯，安妮·斯坦利的第一任丈夫

安妮是三个女儿中最年长的。费迪南多·斯坦利死后，她们继承了他可观的财富。德比伯爵的爵位由他的弟弟威廉继承。安妮和妹妹弗朗西丝、伊丽莎白都寻求有声望的丈夫。弗朗西丝嫁给了成为第一代布里奇沃特伯爵的约翰·埃杰顿，伊丽莎白嫁给了第五代亨廷顿伯爵亨利·黑斯廷斯。曾有将安妮嫁给莫斯科大公国公子的计划，但没有实施，1607年2月28日她嫁给了十分富有的又称科茨沃尔德国王的苏德利的第五代昌多斯男爵格雷·布里奇斯。她体面地与他生活在苏德利城堡。他们至少有五个子女。
守寡的德比伯爵夫人与三个女儿有充分的渠道接触包括宫廷人在内的高影响力人物。她和女儿亨廷顿伯爵夫人伊丽莎白都活跃于政治，通过关系网提升了家族利益。这四位斯坦利女性都爱好戏剧和诗歌，支持剧团和包括埃德蒙·斯宾塞、约翰·多恩和约翰·弥尔顿的作家和诗人。

## 和卡斯尔哈文伯爵的婚姻
1621年安妮·斯坦利的丈夫昌多斯男爵去世。3年后的7月22日她嫁给鳏夫第二代卡斯尔哈文伯爵梅文·图切特（1593年—1631年）。这场婚姻富有争议。卡斯尔哈文伯爵爵位仅在1616年才授予图切特家族，是爱尔兰贵族爵位，一定程度上被旧英格兰官僚看低。卡斯尔哈文领主也比新婚妻子年轻十多岁，作为同期天主教徒也没有贵族应有的行为。与英格兰最重要和古老的贵族家庭联系紧密的安妮·斯坦利被视为下嫁。但卡斯尔哈文领主富有，而安妮被其母描述为“败家女”。
夫妇主要生活在英格兰南部图切特家族的乡下基地丰锡尔·吉福德。婚后，安妮的长女伊丽莎白·布里奇斯嫁给卡斯尔哈文领主的长子奥德利领主詹姆斯（1612年—1684年）。伊丽莎白当时可能12岁。继兄妹彼此结婚作为确保家族财富的手段并不反常。这次婚姻不成功，詹姆斯离开了丰锡尔·吉福德，而伊丽莎白继续住在那里。

## 指控
1630年，奥德利领主对枢密院诉称父亲计划与他断绝关系，鼓励自己（奥德利）的妻子伊丽莎白与卡斯尔哈文最宠爱的仆人之一亨利·斯基普威思发生关系，一旦伊丽莎白因他怀孕，卡斯尔哈文计划以此孩子为继承人，从而剥夺自己儿子的继承权。奥德利还说继母安妮·斯坦利行为放荡，以仆人为情夫。
11月，枢密院展开调查，访问了丰锡尔·吉福德的家庭成员和仆人们。伊丽莎白·奥德利承认被公爹胁迫与斯基普威思发生性关系。据伊丽莎白称，其母安妮被受到卡斯尔哈文领主唆使的一位仆人强奸。被问及此事时，安妮·斯坦利作证婚后不久卡斯尔哈文就宣称：他作为丈夫对妻子的身体具有完全掌控、她有义务做他要求的任何事。他数次命她与自己的一个仆人睡觉，但她总是拒绝。最后卡斯尔哈文命实习骑士盖尔斯·布罗德维当他面强奸了她；他控制自己的妻子，协助了强奸。安妮·斯坦利称，她被强奸后有一次自杀尝试，但从未与他人议论此事。
丰锡尔·吉福德的居住者们告诉枢密院的调查者们，卡斯尔哈文领主与包括侍者劳伦斯·菲茨帕特里克的男女家仆都有性关系，是窥视症患者。他大量送性伴侣礼物，将长女嫁给最宠爱的仆人中的一个，他加入家庭成为实习骑士。安妮·斯坦利的强奸和随后的尝试自杀事件得到被指控为强奸者的盖尔斯·布罗德维的证实。调查者们只记录了男仆们的证词；女人们被认为不可靠的目击者，尤其是下层的。
1631年4月6日，卡斯尔哈文领主因妻子被强奸和鸡奸仆人劳伦斯·菲茨帕特里克被指控。他被监禁于伦敦塔，财产被王室没收。盖尔斯·布罗德维被控强奸安妮·斯坦利，劳伦斯·菲茨帕特里克被控鸡奸。安妮·斯坦利被枢密院命令临时与温彻斯特主教同住。她初婚所生年幼子女被置于他们的外祖母德比伯爵夫人看护下。伯爵夫人担心伊丽莎白·奥德利会带坏弟妹，不准备接纳。
卡斯尔哈文领主拒绝所有指控，称妻儿在暗算自己。他称妻子为妓女，陈述没有价值，还指控她在婚姻期间生下私生孩子；作证词称他有罪的仆人们这么做是出于怨恨和嫉妒。

## 审判
在17世纪，强奸和鸡奸都被视为道德上严重谴责的重罪，都是死罪，但很少被起诉和判决。贵族被指控强奸或鸡奸是反常的。对强奸的起诉通常发生在另一起犯罪也已发生，或被视为对社会秩序的明目张胆侵犯时。婚内强奸不被法律认可；对卡斯尔哈文领主的强奸指控是关于他在盖尔斯·布罗德维强奸安妮·斯坦利中起到的同谋作用。对上层人而言，对鸡奸的起诉通常被施加于谋反、腐败指控上，主要用于唤起对被控者的道德怀疑。
对卡斯尔哈文领主的审判是引人注目的，法官们明确裁决一个女人可以在刑事诉讼中作出不利于丈夫的证词，尤其是在是受害者时。这在之前的英格兰法律中未明确，这次开了一个重要的先例。卡斯尔哈文领主提问如果受害者是道德散漫的女人，是否能按法律称为强奸，法官们回答这与该女人的声誉无关。他们也裁决安妮本人未提及被布罗德维强奸无关判决。
25日，审判开始，持续了一天。陪审团由来自贵族的27人组成。至少10人与斯坦利家族关系亲密，几乎无疑安妮·斯坦利有影响力的母亲和妹妹们致力于按她们的好恶影响案情。安妮·斯坦利和女儿伊丽莎白·奥德利没有出庭；贵族女性当众谈及性事件是不可想象的。她们的陈述被读出来。起诉人们强调卡斯尔哈文领主的行为作为贵族是不道德和不配的这一事实。26日，陪审团一致认为卡斯尔哈文伯爵有强奸罪，大部分也认为他有鸡奸罪。他被判处死刑。
图切特家族劝说查理一世赦免卡斯尔哈文领主，辩称安妮·斯坦利是一个淫乱的女人和不可靠的目击者。但国王拒绝了，5月14日，卡斯尔哈文在伦敦塔山被斩首。至死他坚称无辜。
对盖尔斯·布罗德维和劳伦斯·菲茨帕特里克的审判在6月。两人可能是因为被假意许诺判为无罪，都推翻卡斯尔哈文领主受审期间的供词，自称无辜。安妮·斯坦利出庭，发誓宣称自己被记录下来的证词属实。布罗德维被判强奸罪，菲茨帕特里克被判鸡奸罪。7月6日，他们被绞死。在断头台上，布罗德维称安妮是目前最恶毒的女人；称她与仆人们有性关系还杀死了她的孩子。

## 后来的生活

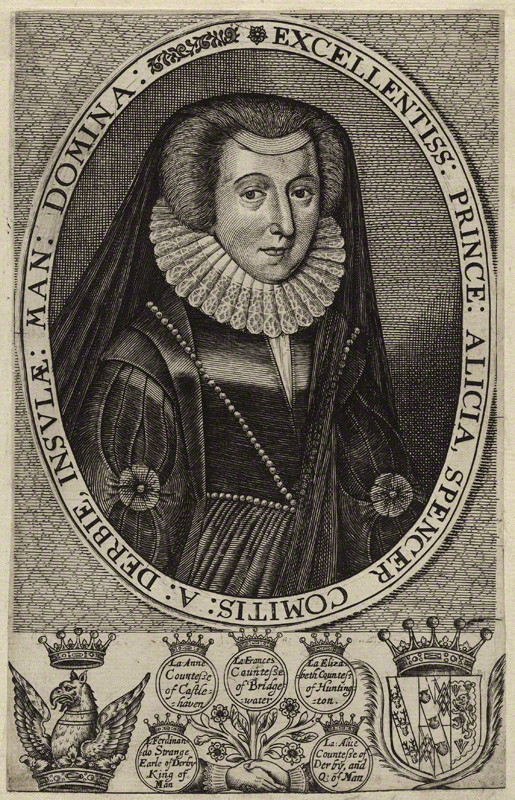
德比伯爵夫人爱丽丝·斯彭塞，安妮·斯坦利有影响力的母亲

丈夫伏诛后，安妮·斯坦利退出公众生活。她常坚称自己是清白的。但审判期间，已出版了质疑她无辜和甚至指她为丰锡尔·吉福德事件背后的邪恶主谋的小册子。卡斯尔哈文领主的姐姐诗人和新教女先知埃莉诺·戴维斯写了很多这方面的传单。卡斯尔哈文领主和盖尔斯·布罗德维在伏诛前都将她描述得不道德和邪恶的备忘录愈发损害了她的声誉。
审判后的数年，安妮与其母同住。德比伯爵夫人设法从国王处获得了对安妮的“淫乱放荡”的正式赦免。赦免违背意愿者在当时是正常的。
卡斯尔哈文领主的财产在死后被王室没收。安妮·斯坦利在财产上仍依赖于第一任丈夫的产业收入及母亲和妹夫们的支持。1637年其母去世后，她搬到哈尔费尔德的黑登斯房，在那里去世。

## 遗产
约翰·弥尔顿的假面舞会《科穆斯》被广泛认为指的是卡斯尔哈文丑闻。此作描述了贞洁对放荡的胜利；它是弥尔顿于1634年为安妮·斯坦利的妹夫布里奇沃特伯爵所作。
对卡斯尔哈文领主的审判直至18世纪都是臭名昭著的。在17世纪，它常在反天主教或反君主制背景下展示。在18世纪，它被官僚引用为不道德行为的范例。大约1750年后，此案虽仍为法律史学家所知，却很大程度上被遗忘了。
在21世纪，卡斯尔哈文事件被重新发现，尤其是被酷儿研究和性学研究领域的学者们。这现在被视为状态和性之间的关系发展的重要地标，及对法律下女人位置的认知的一个阶段。

## 子女
安妮和第一任丈夫第五代苏德利的昌多斯男爵格雷·布里奇斯有以下子女：
- 伊丽莎白·布里奇斯，1678年/1679年3月去世
- 罗伯特·布里奇斯，1611年6月20日去世
- 安妮·布里奇斯，据信在1612年已出生，嫁给绅士托特森先生。她的生平记载极少，但很多较老的家谱记录了她。
- 第六代昌多斯男爵乔治·布里奇斯（1620年8月9日 - 1654年/1655年2月）
- 第七代昌多斯男爵威廉·布里奇斯（约1620年 - 1676年8月）。